# Leon Ostroróg
Leon Walerian Ostroróg hr. herbu Nałęcz (ur. 20 czerwca 1867 w Paryżu, zm. 29 lipca 1932 w Londynie) – francusko-turecki prawnik polskiego pochodzenia, syn Stanisława Ostroroga i Teodozji Walerii Gwozdeckiej, nieślubnej córki artystki baletu Teodozji Gwozdeckiej i prezesa Warszawskich Teatrów Rządowych Ignacego Abramowicza.
Wychowanek Liceum w Paryżu, studiował najpierw prawo, a następnie doktoryzował się na Sorbonie. Po studiach wyjechał do Turcji. W 1897 zdobył dyplom z prawa muzułmańskiego na uniwersytecie stambulskim. Tam również poślubił Marie-Jeanne Lorando z włoskiej rodziny dawno osiadłej w Lewancie. Mieli dwóch synów, Jana i Stanisława. Młodszy, jako „Stanislas”, potem był dyplomatą francuskim i pełnił funkcję ambasadora w Dublinie oraz w Indiach.
Był prawnikiem, urzędnikiem państwowym, oraz radcą w ministerstwie sprawiedliwości w Turcji, pisarzem, tłumaczem i wykładowcą. W Turcji przyjaźnił się z francuskim pisarzem, Pierre Loti, o którym napisał wspomnienie.
Był członkiem polskiej delegacji na paryskiej konferencji pokojowej w 1919 r.
Członek Royal Asiatic Society w Londynie, zmarł tamże, po czym pochowany został na katolickim cmentarzu, Pangaltı, w Stambule.

## Twórczość

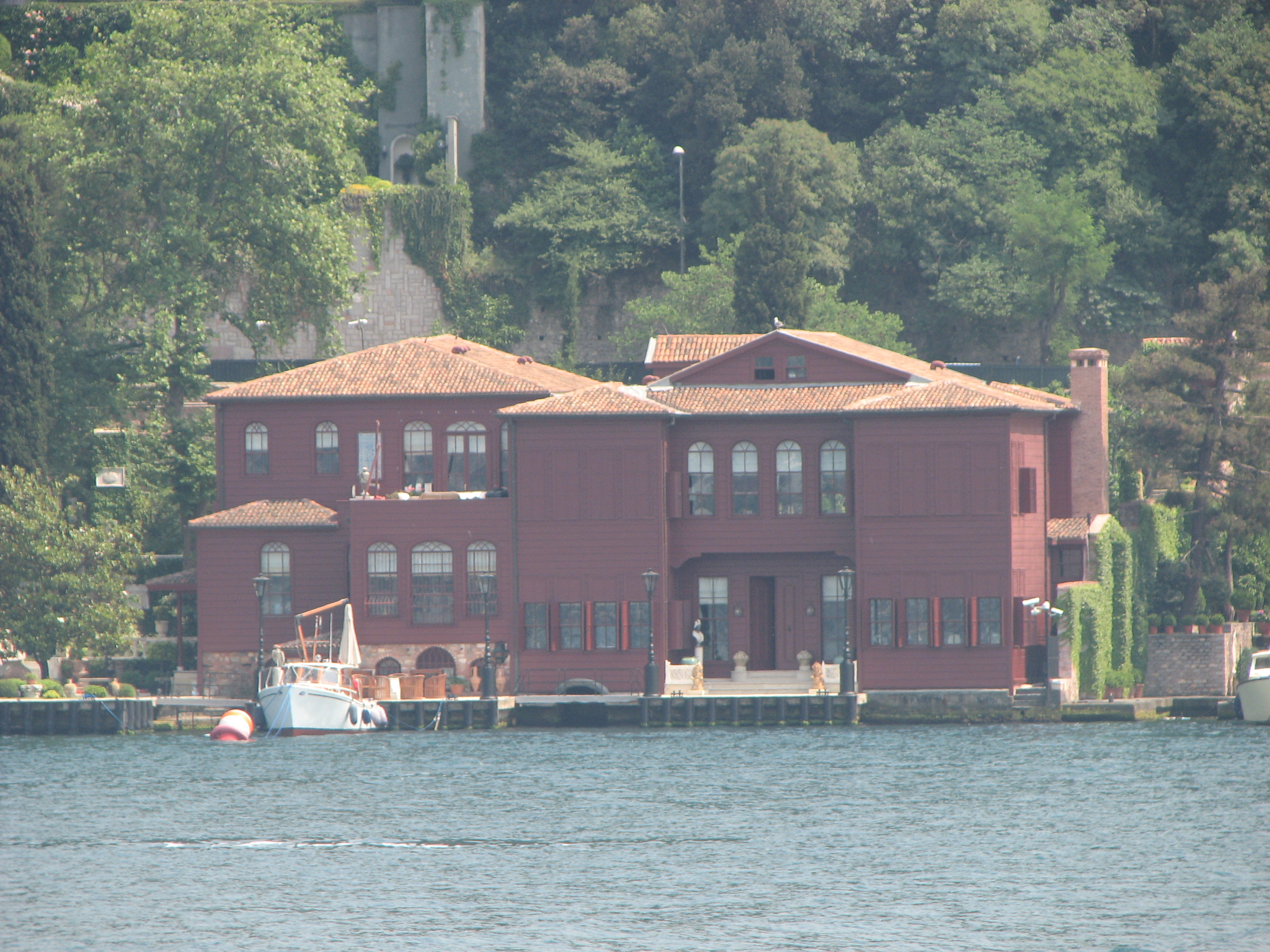
Rezydencja Leona Ostroroga w Kandilli, nad Bosforem

- „Droit romain: de la comptabilité des banquiers à Rome. Droit français et législation comparée de la constitution des sociétés anonymes en France, dans l’empire allemand et en Grande-Bretagne”. Doctoral Thesis, Paris: L. Larose et Forcel, (1892)
- El-Ahkam Es-Soulhaniya, Paris: Ernest Leroux (1900-01), 2 tomy. Tłumaczenie na francuski prac muzułmańskiego prawnika, el-Mawardi[5].
- Conférence sur la Renaissance du Japon, Istanbul: Ahmed Ihsan, (1911)
- Pour la réforme de la justice ottomane. Paris: A. Pedone, (1912)
- Le problème turc. Paris: Maison Ernest Leroux, (1917)
- The British Empire and the Mohammedans, (1918) an essay by Count Leon Ostroróg, National Archives, Kew, ref. FO 141/786/5
- The Turkish Problem: things seen and a few deductions. London: Chatto & Windus, (1919)
- The Angora Reform: Three Lectures Delivered at the Centenary Celebrations of University College on June 27, 28 & 29, 1927. London: University of London Press, (1927)
- „Les droits de l’homme et des minorités dans le droit musulman”. Revue de droit international, 5, 1–22. (1930)
- Pierre Loti à Constantinople, (1927)
- The book of Count Lucanor and Patronio: a translation of Don Juan Manuel’s El Conde Lucanor, (1925)
- Rinconet et Cortadille: tableaux de l’ancienne Espagne tirés de la nouvelle de Miguel de Cervantes Saavedra
- Artykuły do Encyklopedii Britannica[6].